# Aspalathus acidota
Aspalathus acidota är en ärtväxtart som beskrevs av Rolf Martin Theodor Dahlgren. Aspalathus acidota ingår i släktet Aspalathus och familjen ärtväxter. Inga underarter finns listade i Catalogue of Life.